# 제니즈 자우드

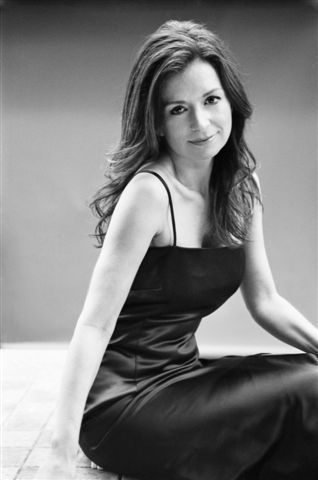

제니즈 자우드(Janyse Jaud, 1969년 11월 26일 ~ )는 캐나다의 배우, 가수, 성우이다.
켈로나에서 태어났다.

## 영화
- 헐크 대 (2009년)
- 하이랜더 - 복수의 전사 (2007년)
- 마이 리틀 포니 (2005년)
- 바비의 공주와 거지 (2004년)
- 영화 이누야샤: 거울 속의 몽환성 (2002년)
- 브로큰 세인츠 (2001년)
- 안드로메다 (2000년) - 카바바 역
- 이누야샤 (2000년)
- 엑스맨 - 에볼루션 (2000년)
- 그린 레전드 란 (1992년) - 아이라 역
- 전영소녀 (1992년)